# Elofsonella pinegensis
Elofsonella pinegensis is een mosselkreeftjessoort uit de familie van de Hemicytheridae. De wetenschappelijke naam van de soort is voor het eerst geldig gepubliceerd in 1983 door Lev.